# ...Baby One More Time Tour
...Baby One More Time Tour fue la primera gira musical de la cantante estadounidense Britney Spears en apoyo de su primer álbum de estudio ...Baby One More Time (1999) y visitó Estados Unidos y Canadá. La gira se anunció en marzo de 1999, con fechas publicadas un mes después. Tommy Hilfiger fue elegido como el patrocinador de la gira. El espectáculo se dividió en varios segmentos, y cada segmento fue seguido por un interludio al siguiente segmento, y terminó con un encore. El setlist consistió en canciones de su álbum debut y varias versiones. La gira recibió comentarios positivos de los críticos; muchos destacaron la personalidad de Spears y su look vanguardista.

## Detalles
El escenario era una escalera, una pantalla gigante principal y dos plataformas donde la banda de Spears se organizó. Spears interpretó ocho canciones de su álbum debut y algunos covers de otros artistas, como «Vogue» y «Material Girl» de Madonna, también «Black Cat» y «Nasty» de Janet Jackson y «Open Arms» de la banda de rock Journey. Por otro lado, Steps, C-Note, Boyz N Girlz United, P.Y.T. y Joey McIntyre se encuentran entre los teloneros. La gira comenzó el 28 de junio de 1999 y finalizó el 15 de septiembre del mismo año. En general, el tour fue un gran éxito para Spears.
Tommy Jeans (Tommy Hilfiger) fue el patrocinador oficial de la gira en Estados Unidos y Canadá. "Este año hemos puesto música en la vanguardia de todo lo que hacemos", dijo Hilfiger. "Britney representa el espíritu de Tommy Jeans y de la juventud de hoy. No puedo pensar en una mejor forma de continuar este apasionante año por uno de los patrocinadores de hoy más calientes jóvenes artistas."
Spears realizó una abreviada muestra en Bethel, Nueva York para el Woodstock Music and Art Festival.

## Teloneros
- C-Note
- Steps
- Boyz N Girls United
- P.Y.T.
- Joey McIntyre
- Michael Fredo
- 3rd Storee
- Divine
- Sky
- S Club 7

## Lista de canciones
| 1999 |
| --- |
| 1. "(You Drive Me) Crazy" 2. "Soda Pop" 3. "Born to Make You Happy" 4. "From the Bottom of My Broken Heart" 5. "Vogue" (Interludio) 6. Medley: 1. "Material Girl" 2. "Black Cat" 3. "Nasty" 7. "The Beat Goes On" 8. "Meet the Dancers" (Baile Interludio) 9. "I Will Be There" 10. "Open Arms" 11. "Sometimes" 12. "...Baby One More Time" |

| 2000 |
| --- |
| 1. "School Roll Call" (Introducción) 2. "(You Drive Me) Crazy" (contiene elementos de "...Baby One More Time") 3. "Born to Make You Happy" 4. "I Will Be There" 5. "Hand Jive" (Interludio) 6. "Don't Let Me Be the Last to Know" 7. "Oops!... I Did It Again" 8. "Who is the Ultimate Heartbreaker?" (Interludio) 9. "From the Bottom of My Broken Heart" 10. "The Beat Goes On" 11. "Meet the Dancers" (Interludio) 12. "Meet the Band" (Interludio) 13. "Sometimes" 14. "...Baby One More Time" |

## Fechas de la gira
| Fechas                   | Ciudad             | Estado/Provincia    | País           | Recinto                             |
| ------------------------ | ------------------ | ------------------- | -------------- | ----------------------------------- |
| Norteamérica             |                    |                     |                |                                     |
| 28 de junio de 1999      | Pompano Beach      | Florida             | Estados Unidos | Pompano Beach Amphitheatre          |
| 29 de junio de 1999      | Tampa              | Florida             | Estados Unidos | USF Sun Dome                        |
| 1 de julio de 1999       | Atlanta            | Georgia             | Estados Unidos | Atlanta Civic Center Theatre        |
| 2 de julio de 1999       | North Myrtle Beach | Carolina del Sur    | Estados Unidos | House of Blues                      |
| 3 de julio de 1999       | Doswell            | Virginia            | Estados Unidos | Paramount's Kings Dominion          |
| 5 de julio de 1999       | Bethel             | Nueva York          | Estados Unidos | Woodstock                           |
| 6 de julio de 1999       | Washington D. C.   | Washington D. C.    | Estados Unidos | DAR Constitution Hall               |
| 7 de julio de 1999       | Nueva York         | Nueva York          | Estados Unidos | Hammerstein Ballroom                |
| 8 de julio de 1999       | Hershey            | Pensilvania         | Estados Unidos | Star Pavilion at Hersheypark        |
| 9 de julio de 1999       | Scranton           | Pensilvania         | Estados Unidos | Montage Mountain Amphitheater       |
| 10 de julio de 1999      | Darien             | Nueva York          | Estados Unidos | Darien Lake Performing Arts Center  |
| 11 de julio de 1999      | Schenectady        | Nueva York          | Estados Unidos | Proctor's Theatre                   |
| 13 de julio de 1999      | Hamilton           | Ontario             | Canadá         | Copps Coliseum                      |
| 14 de julio de 1999      | Toronto            | Ontario             | Canadá         | Molson Amphitheatre                 |
| 16 de julio de 1999      | Ottawa             | Ontario             | Canadá         | WordPerfect Theatre at Corel Center |
| 17 de julio de 1999      | Montreal           | Quebec              | Canadá         | Molson Centre                       |
| 20 de julio de 1999      | Winnipeg           | Manitoba            | Canadá         | Centennial Concert Hall             |
| 21 de julio de 1999      | Saskatoon          | Saskatchewan        | Canadá         | Saskatchewan Place                  |
| 22 de julio de 1999      | Edmonton           | Alberta             | Canadá         | Skyreach                            |
| 23 de julio de 1999      | Calgary            | Alberta             | Canadá         | Canadian Airlines Saddledome        |
| 25 de julio de 1999      | Vancouver          | Columbia Británica  | Canadá         | General Motors Place                |
| 26 de julio de 1999      | Seattle            | Washington          | Estados Unidos | Seattle Center Mercer Arena         |
| 27 de julio de 1999      | Hillsboro          | Oregón              | Estados Unidos | Washington County Fair              |
| 29 de julio de 1999      | Oakland            | California          | Estados Unidos | Paramount Theatre                   |
| 30 de julio de 1999      | Paso Robles        | California          | Estados Unidos | California Mid State Fair           |
| 31 de julio de 1999      | Los Ángeles        | California          | Estados Unidos | Universal Amphitheatre              |
| 3 de agosto de 1999      | Brighton           | Colorado            | Estados Unidos | Adams County Fairgrounds            |
| 4 de agosto de 1999      | Denver             | Colorado            | Estados Unidos | Paramount Theatre                   |
| 6 de agosto de 1999      | Arlington          | Texas               | Estados Unidos | AT&T Music Mill Amphitheatre        |
| 7 de agosto de 1999      | Houston            | Texas               | Estados Unidos | Bayou Place Theatre                 |
| 8 de agosto de 1999      | Nueva Orleans      | Luisiana            | Estados Unidos | UNO Lakefort Arena                  |
| 10 de agosto de 1999     | Memphis            | Tennessee           | Estados Unidos | Mud Island Amphitheatre             |
| 11 de agosto de 1999     | Nashville          | Tennessee           | Estados Unidos | Grand Ole Opry House                |
| 13 de agosto de 1999     | Eureka             | Misuri              | Estados Unidos | Six Flags St. Louis                 |
| 14 de agosto de 1999     | Omaha              | Nebraska            | Estados Unidos | Douglas County Fair                 |
| 15 de agosto de 1999     | Sioux Falls        | Dakota del Sur      | Estados Unidos | Sioux Empire Fair                   |
| 17 de agosto de 1999     | Rosemont           | Illinois            | Estados Unidos | Rosemont Theatre                    |
| 18 de agosto de 1999     | Columbus           | Ohio                | Estados Unidos | Veterans Memorial Auditorium        |
| 19 de agosto de 1999     | Fairlea            | Virginia Occidental | Estados Unidos | West Virginia State Fair            |
| 20 de agosto de 1999     | Adrian             | Míchigan            | Estados Unidos | Lenawee County Fair                 |
| 21 de agosto de 1999     | Orlando            | Florida             | Estados Unidos | Hard Rock Café at Universal         |
| 25 de agosto de 1999     | Indianápolis       | Indiana             | Estados Unidos | Murat Center Theatre                |
| 26 de agosto de 1999     | Cleveland          | Ohio                | Estados Unidos | Nautica Stage                       |
| 27 de agosto de 1999     | Mason              | Ohio                | Estados Unidos | Paramount's Kings Island            |
| 29 de agosto de 1999     | Upper Darby        | Pensilvania         | Estados Unidos | Tower Theatre                       |
| 30 de agosto de 1999     | Essex              | Vermont             | Estados Unidos | Champlain Valley Exposition         |
| 1 de septiembre de 1999  | Boston             | Massachusetts       | Estados Unidos | Harbolights Pavilion                |
| 2 de septiembre de 1999  | Geddes             | Nueva York          | Estados Unidos | New York State Fair                 |
| 3 de septiembre de 1999  | Wallingford        | Connecticut         | Estados Unidos | Chevrolet Theatre                   |
| 4 de septiembre de 1999  | Baltimore          | Maryland            | Estados Unidos | Pier Six Pavilion                   |
| 5 de septiembre de 1999  | Allentown          | Pensilvania         | Estados Unidos | Allentown Fair                      |
| 10 de septiembre de 1999 | Salt Lake City     | Utah                | Estados Unidos | Utah State Fair                     |
| 11 de septiembre de 1999 | Hutchinson         | Kansas              | Estados Unidos | Kansas State Fair                   |
| 12 de septiembre de 1999 | Detroit            | Míchigan            | Estados Unidos | Satate Theatre                      |
| 14 de septiembre de 1999 | Allegan            | Míchigan            | Estados Unidos | Allegan County Fair                 |
| 15 de septiembre de 1999 | York               | Pensilvania         | Estados Unidos | York Inter Satate Fair              |